# TRS端子

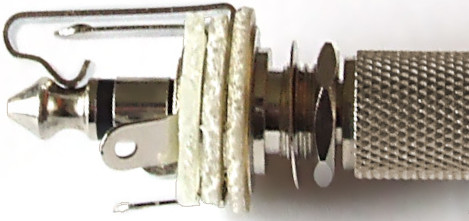
TRS插头与插孔相连接。插头尖端的凹槽被插孔的弹簧触点牢牢固定。当未连接时，该弹簧会连接到用于检测插头的触点上

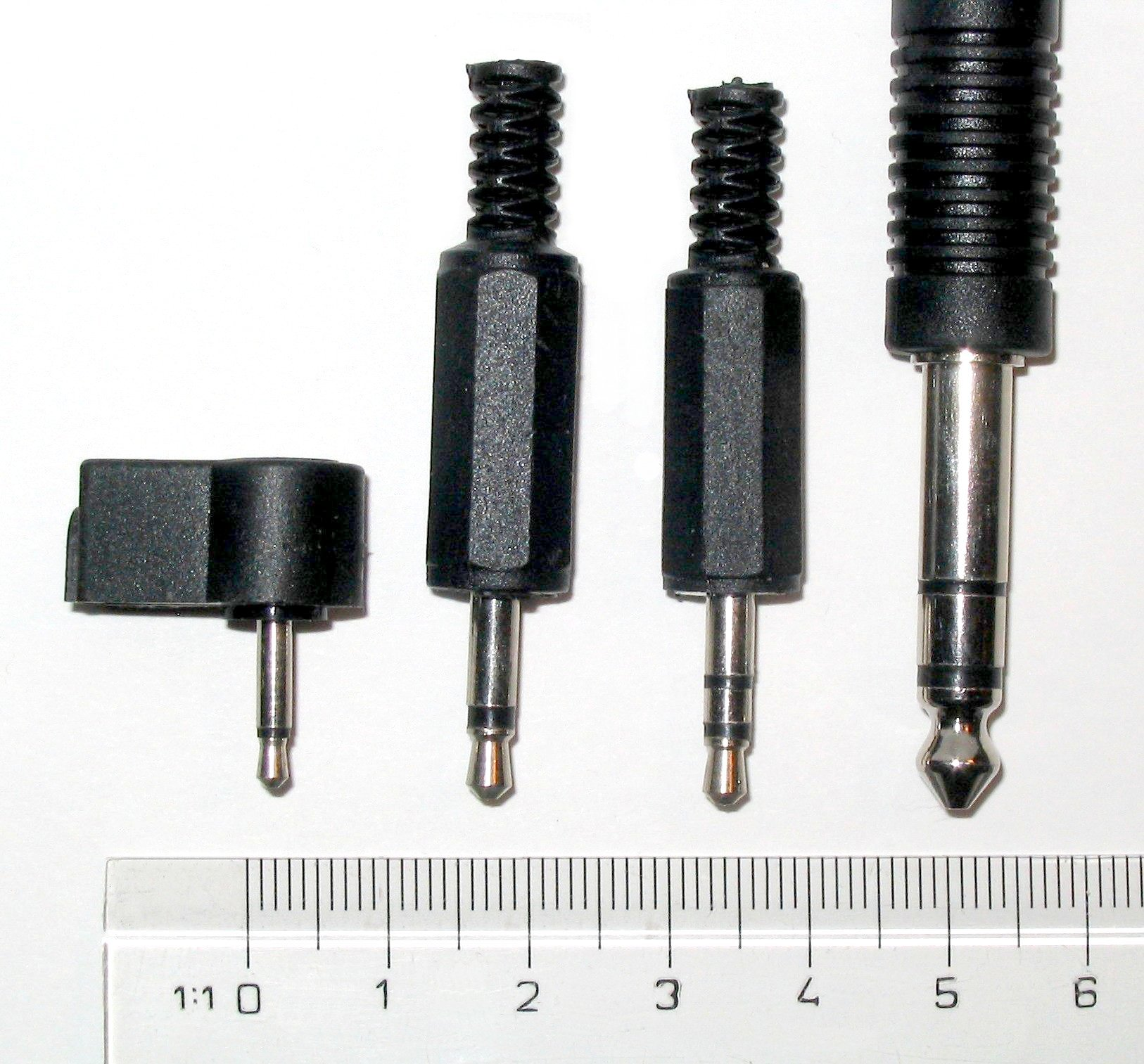
从左到右：
2.5mm单声道（TS）
3.5mm单声道（TS）
3.5mm立体声（TRS）
6.35mm（1/4英寸）立体声（TRS）

TRS端子（英語：TRS connector）是一种用于连接音响设备的音频接口，可以传递模拟音频信号。“TRS”是其三个组成部件的首字母缩写：Tip（尖）、Ring（环）、Sleeve（套）。此类插头出现于19世纪末，最早用于电话交换机的线路插接，目前常用于接插耳机、麦克风、扬声器等设备。
TRS端子尖端的凹槽可以加固连接，整个插头通常有2-5个触点，触点间通过不导电的材料绝缘。根据插头金属部分直径的不同，有4种常见尺寸：1⁄4英寸（6.35mm）、3.5mm、2.5mm和4.4mm。而依据其插头或插孔的环（R）数不同而有以下几种分类：
| 缩写  | 触点数 | 用途           | 外形 |
| ----- | ------ | -------------- | ---- |
| TS    | 2      | 单声道         |      |
| TRS   | 3      | 立体声         |      |
| TRS   | 3      | 单声道(平衡)   |      |
| TRS   | 3      | MIDI           |      |
| TRRS  | 4      | 带麦克风的耳机 |      |
| TRRS  | 4      | 立体声视频     |      |
| TRRRS | 5      | 不常见         |      |

由于靠近橡胶部分的套（S）需要提供接地或返回信号，因此实际可传输的信号数量会小于触点数量。

## 命名规范
在使用英语的国家，TRS端子的相关名称可能会引起混淆。
1902年由国际教科书公司（I.T.C.）出版的《国际科技丛书》用“Jack”表示插孔，“Plug”表示插头。1989年由哈尔·伦纳德公司出版的《扩声手册》使用“Phone jack”表示插孔，“Phone plug”表示插头。而在2005年出版的《无线电产品》一书中，作者Robert McLeish用“Jack”或“Jack socket”表示插孔，用“Jack plug”表示插头。到了2007年，美国机械工程师学会（ASME）建议不以插头与插孔的形态差异做区分，而是使用“Jack”来表示固定接口，用“Plug”表示移动接口。IEEE也曾在1975年制订了相关标准，但在1997年又撤销了该标准。
TRS端子的广泛使用还催生出了诸如“Audio jack”、“Headphone jack”、“Stereo plug”、“Microphone jack”和“Aux input”等名称。在音频行业，为了与XLR端子区分，工程师通常将TRS端子简称为1⁄4英寸（quarter inch）。对于尺寸为3.5mm的端子，常被叫做“Mini-phone”、“Mini-stereo”或“Mini jack”。
RCA端子与TRS端子外形不同，但前者的英文名称“RCA phono connector”类似于“phono plugs”和“phono jacks”（在英国被称为“phono sockets”）。3.5mm端子有时被称为“mini phonos”，这与接口制造商的命名惯例相悖。
同时由于“Phone jack”和“Phone plug”有时也会代指RJ11和电话接口，因此也可能产生误解。

## 历史
1⁄4英寸（6.35mm）端子最早可以追溯到1877年于波士顿安装的第一台电话交换机，以及随后于1878年George Willard Coy在纽黑文设立的第一台商用人工电话交换机。

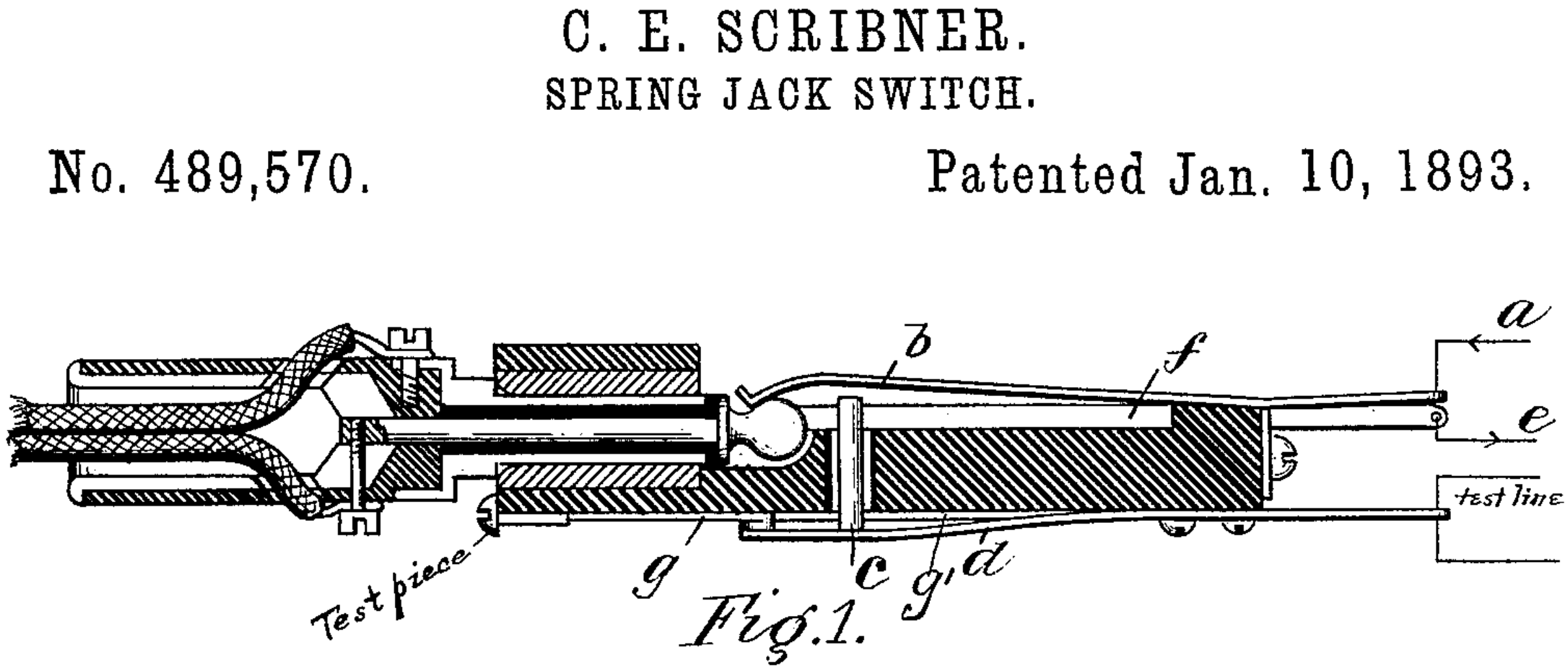
1880年12月27日，Scribner申请的489570号专利中的配套连接装置

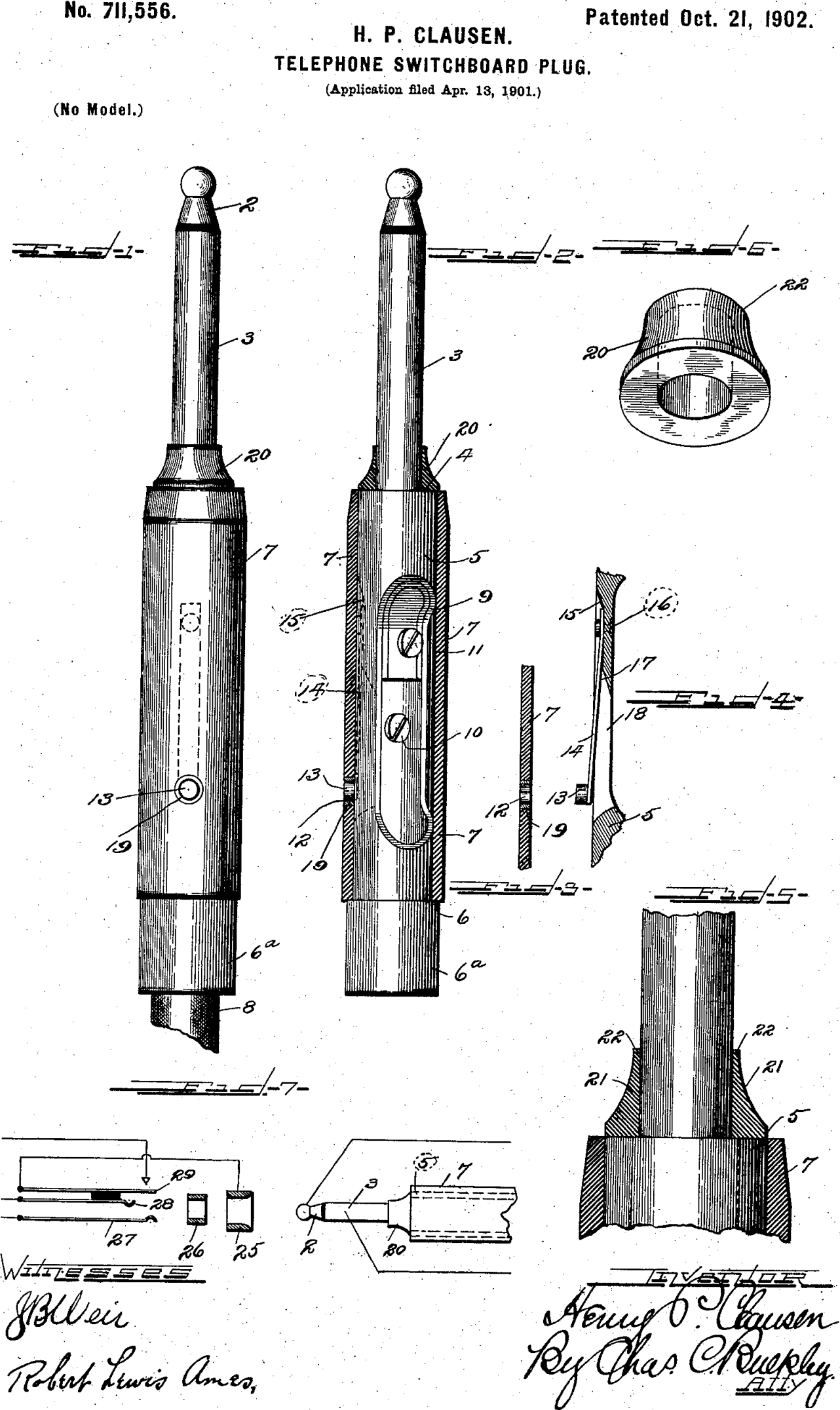
1901年，Henry P. Clausen的专利

Charles E. Scribner将弹簧插孔应用到交换机上，并在1878年申请了专利。在装置中，连接弹簧的导电杠杆正常情况下只与一个触点相连，但当插头插入孔中并与该杠杆接触时，杠杆便会转动，从而断开连接。因为它很像一把折叠刀，所以这种插孔被称作Jack-knife。此后，人们便将插孔称为“Jack”。Scribner在1880年申请了一项新专利，去除了插孔中的杠杆结构，整体外形与现如今使用的接近。随后，Scribner对交换机的设计进行了改进，并于1882年申请了新专利。

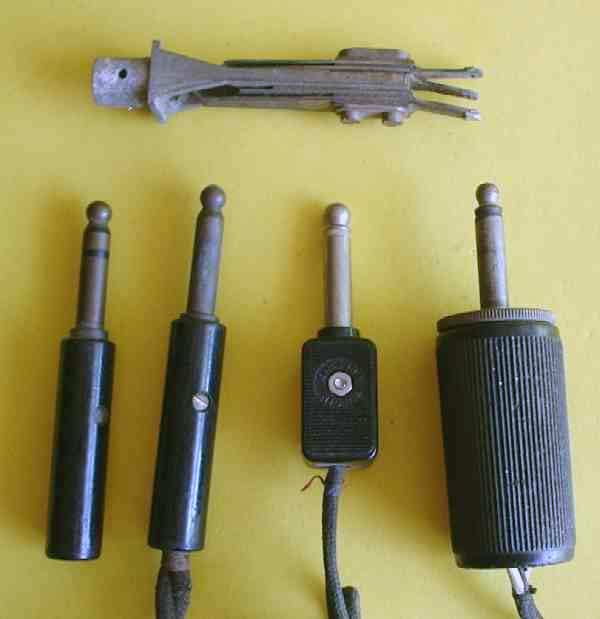
老式TRS端子，上方为插孔，下方为插头。最左边的是TRS端子，其余的均为TS端子

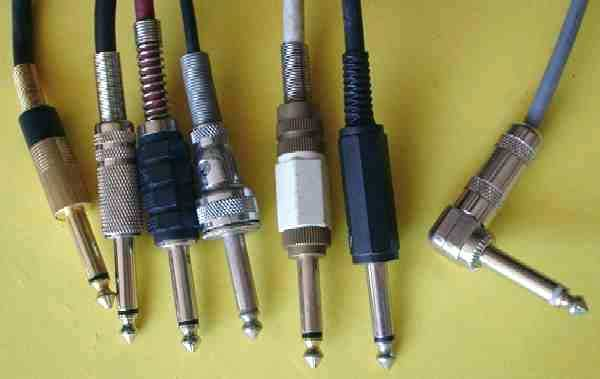
几款1/4英寸TS端子

在1901年，Henry P. Clausen申请了一项专利，对端子结构进行了改进。现如今在音频设备上，这种1⁄4英寸的TS端子仍被广泛使用。
西部电气是贝尔系统的主要设备制造部门，对大部分工程设计都进行了改动，其中便含数种新型端子，此后包括美国军方在内的多个行业都采用了新型端子。截至到1907年，西部电气公司设计了以下几种型号：
| 型号 | 线芯数    | 配套插孔                        | 线材型号   | 用途                                |
| ---- | --------- | ------------------------------- | ---------- | ----------------------------------- |
| 47   | 2         | 3、91、99、102、103、108、124型 | 156、236型 | 电话交换机                          |
| 85   | 3         | 77型                            | 30型       | 头戴式电话                          |
| 103  | 2（两对） | 91、99型                        | 87、254型  | 头戴式电话和胸挂式麦克风            |
| 109  | 3         | 92型                            | 155、244型 | 电话交换机                          |
| 110  | 3         | 49、117、118、140、141型        | 152、249型 | 电话交换机                          |
| 112  | 2（两对） | 91、99型                        | 87型       | 头戴式电话和带静音键的胸 挂式麦克风 |
| 116  | 1         | 3、103型                        | 265型      | 电话交换机                          |
| 126  | 3         | 132型                           | 309型      | 城市轨道系统                        |

到1950年，有2种主流设计：
- WE-309（兼容3⁄16英寸接口，例如246型接口库），用于608A等高密度接口面板
- WE-310（兼容1⁄4英寸接口，例如242型接口）

由此衍生出了几种现代版本：
- B级BPO316（与EIA RS-453不兼容）
- EIA RS-453：直径0.206英寸（5.2mm），见于IEC 60603-11:1992[22]

### 军用型号
西电插头的美国军用型号最初是在MIL-P-642第一个修订版中规定的，其中包括：
- M642/1-1
- M642/1-2
- M642/2-1
- M642/2-2
- M642/4-1
- M642/4-2
- MIL-P-642/2，又称PJ-051（与西电公司的WE-310相似，因此和EIA RS-453不兼容）。
- MIL-P-642/5A，又称PL-68，直径为0.206英寸（5.2mm）。常被用在航空收音机和Drake公司（英语：R._L._Drake_Company）公司所生产的业余无线电设备的麦克风插孔。MIL-DTL-642F规定：“本规范涵盖电话（包括电话交换机）、电报和电传电路中使用的电话插头，以及耳机、听筒及麦克风所使用的插头。”

### 3.5mm和2.5mm接口
3.5mm接口被设计于20世纪50年代，用于晶体管收音机的听筒，时至今日仍在广泛使用。索尼于1964年发布的EFM-117J收音机普及了这一尺寸约为原版一半的版本。
2.5mm接口在小型便携式电子产品中被广泛使用：它们经常出现在3.5mm麦克风插孔旁边，用于早期便携式录音机上的遥控开关（这种收音机配备的麦克风具有开关，并使用带有3.5和2.5mm插孔的两脚插头）。此类插头还用于适配器的低压直流电输入。但在后一种用途中，它们很快便被同轴直流插头所取代。2.5mm插孔有时也被用作移动电话的耳机插孔（见于移动设备）。
在美国，3.5mm和2.5mm有时分别称为1⁄8英寸和3⁄32英寸——尽管这些尺寸只是近似值。所有尺寸都有2芯（非平衡单声道，见于非平衡音频）或3芯（平衡单声道或非平衡立体声）版本。
3.5mm插头和插孔的4芯版本仅用于某些特定场景：通常用于袖珍摄像机和便携式媒体播放器，提供立体声和复合模拟视频。它还用于组合立体声音频、麦克风，并用于控制某些笔记本电脑和大多数移动电话上的媒体播放、通话、音量或虚拟助手，以及八重洲无线的一些手持式业余无线电收发器。一些耳机放大器用它来连接平衡立体声耳机，由于声道不能公用接地，因此每个声道需要两个线芯。

### 广播
到了20世纪40年代，广播行业在演播室开始使用西电的103型插头和配套插孔。使用这个型号的原因是因为AT&T将其用于长线电路中，用以通过广播网络租用的电话线来播送广播节目。但由于这种型号会占用大量空间，广播行业又在40年代末开始改用含3根线芯的WE 291型插头和WE 239型插孔。之所以使用291型插头而不是标准的110型插头，是因为110型TRS插头上灯泡形状的设计会导致在插拔插头时两个音频信号连接短路。291型插头的长度较短，从而避免了短路的问题。

### 音像与通信
专业音频和电信行业使用直径为0.173英寸（4.4mm）的插头，其商标名称包括Bantam、TT、Tini-Telephone和Tini-Tel等。此类插头与EIA RS-453/IEC 60603-11所定义的1⁄4英寸插孔并不兼容。除了直径稍小之外，它们的形状也略有不同。该插头的三线芯版本能够处理平衡线路信号，因此用于专业音响的安装。尽管Bantam接口无法处理与1⁄4英寸（6.35mm）接口一样大的功率，工程可靠性也不如后者，但它还是被用于录音室和现场混音时的调音台和外置配线架，因为在有限的空间内需要大量的接口。Bantam插头的形状有所不同，在使用时不易造成短路。

### 航空和军用接口

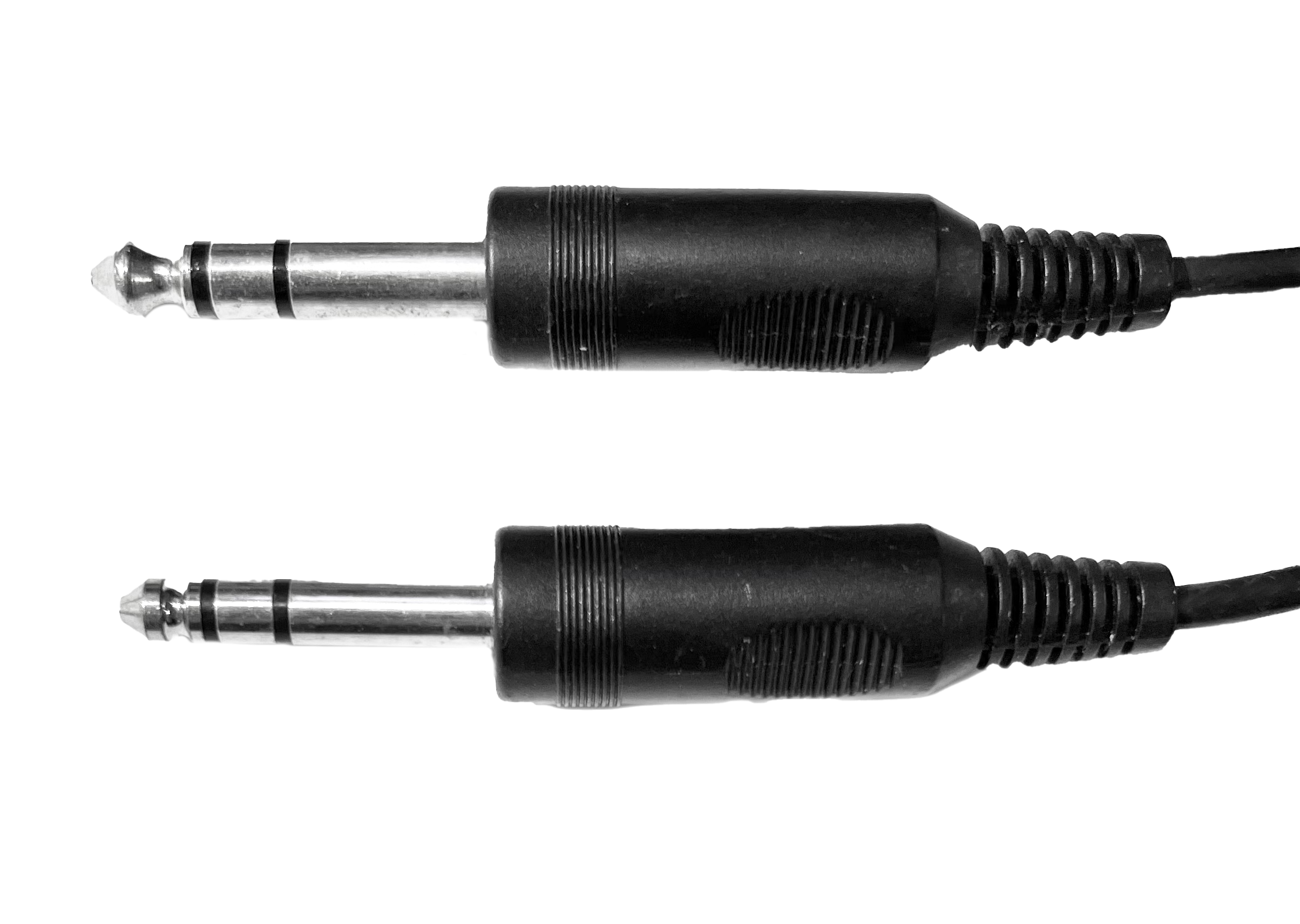
PJ-055（上）和PJ-068（下）型通用航空音频插头

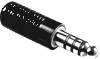
U-174/U或Nexus TP120型插头，常用于军用飞机和民用直升机

美国军方使用包括9⁄32英寸（7.14mm）和1⁄4英寸（6.35mm）接口在内的多种TRS端子。
商用和通用航空（GA）飞机通常使用一对TRS端子。耳机使用标准的1⁄4英寸的2芯或3芯插头，型号为PJ-055。麦克风则使用较小的3⁄16英寸（5.23mm）的3芯插头，型号为PJ-068。
在军用飞机和民用直升机上，使用U-174/U（TP-101），也称U-93A/U（Nexus TP-102）和Nexus TP-120，又称美国北约插头（US NATO plugs）。此种插头直径为0.281英寸（7.1mm），内含4条线芯，耳机2条，麦克风2条。此外，还有直径相同但长度稍长的U-384/U（Nexus TP-105），线芯从4条变为5条。
另有一种四芯的671型（10H/18575）插头，直径为0.298英寸（7.57mm），用在许多英国军用飞机上的耳麦上，因此又被称为英国北约插头（UK NATO connector）或欧洲北约插头（European NATO connector）。

### 专用型号

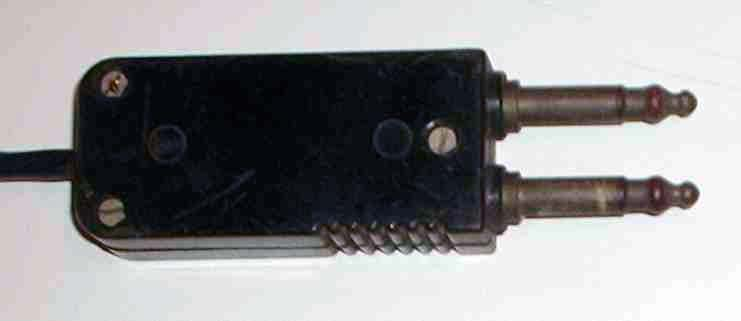
含两条线芯的310型双针TRS端子

双针端子在电信行业被称为“310型”，由两个1⁄4英寸端子组成，中心间距为5⁄8英寸（16mm）。双针端子的插孔可以与普通端子一起使用，当然前提是端子的体积不能太大。但双针端子只能插入中心间距为5⁄8英寸的两个体积较小的插孔或接线板。如今，电信公司仍在DS1电路的DSX配线架上使用这种端子。在老式飞机的扶手上，还有一种3.5mm双针端子，用在飞机的娱乐系统上。仅将双针端子的一个端子插入插孔时，就需要使用适配器，否则会导致音频设备的一侧发声单元无信号输入，从而无法发声。
短式插头用于20世纪的高阻抗单声道耳机，特别是在二战中的飞机上使用的头戴式耳机。虽然常规型号的耳机可以在此类插孔中正常使用，但由于短式插头并不能卡在正常插孔上，且其几乎没有现代使用场景，如今几乎很难见到这种插头。
一些厂商还制造了不同长度粗细的非标准插头，在受限的场景下使用，例如用于消防安全通信的内径为0.210英寸（5.3mm）的插孔。此插孔也在已停产的贝灵巧16mm投影仪扬声器中被使用。

### 逐渐淘汰
虽然在台式电脑、乐器扩音器、直播和录音设备中，TRS仍是一种标准输出接口，但许多智能手机已不再使用TRS端子。
數位音訊现在很常见，可通过USB声卡、USB耳机、藍牙、集成音频的视频接口（如DisplayPort和HDMI）传输。数字设备还可能有内置扬声器和麦克风。TRS则由于尺寸原因在一些轻薄的设备上被认为是浪费空间。虽然采用低SMT技术后接口的防水深度可达1米，但将接口完全移除更有助于防水。
中国手机制造商很早就开始不使用TRS端子：最早是2012年7月OPPO的Finder（包装内附带micro-USB耳机并支持蓝牙耳机），随后是2014年vivo的X5Max、2016年4月的乐视、2016年9月联想的Moto Z。苹果于2016年9月发布的iPhone 7最初因取消TRS接口而受到三星和谷歌等其他制造商的批评，而后这些厂商也纷纷效仿。一些平板电脑和轻薄笔记本电脑（如2020年的联想生产Chromebook和華碩的ZenBook 13）也没有TRS接口。

## 一般用途

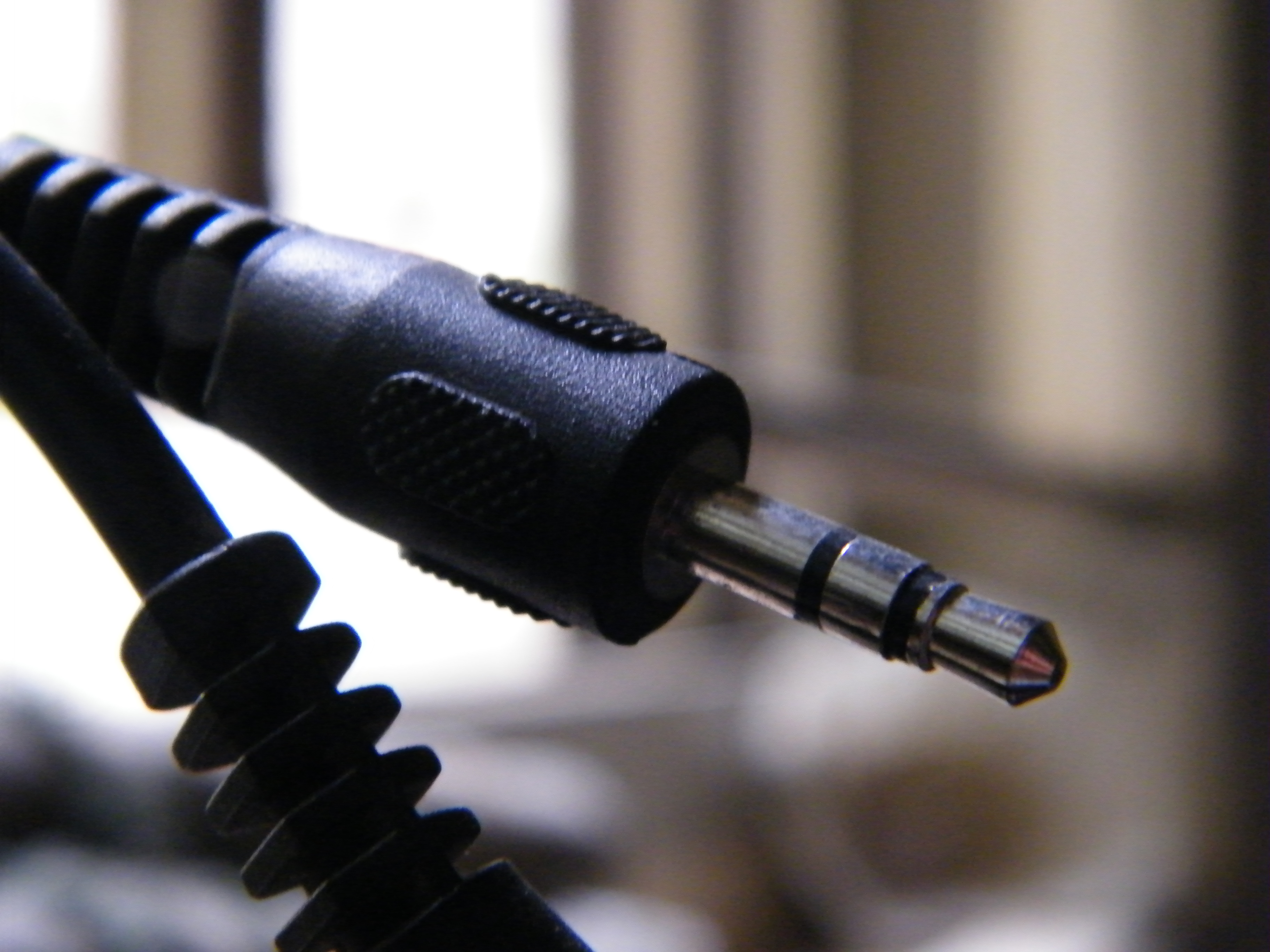
3.5mmTRS端子

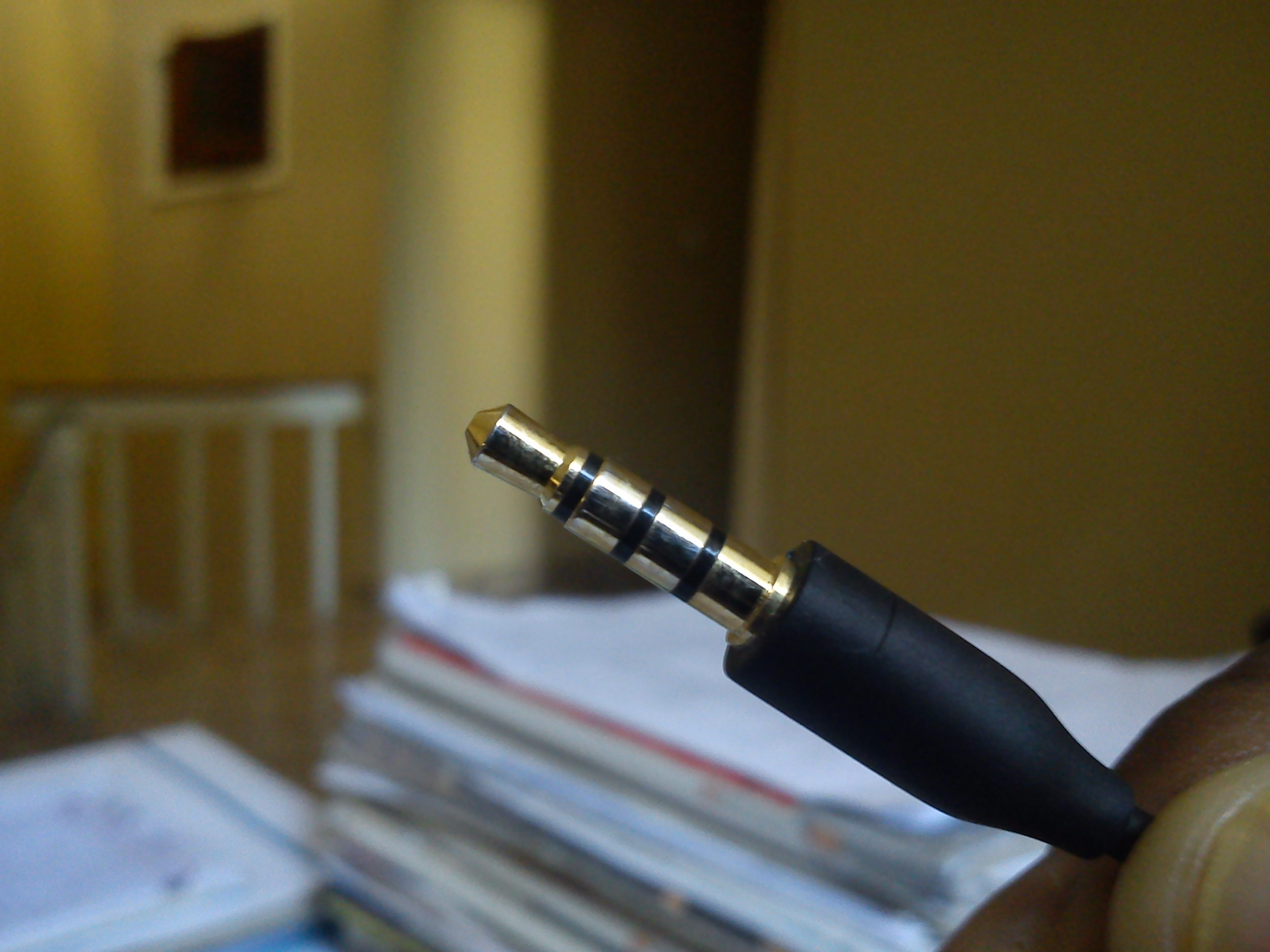
3.5mmTRRS端子（4芯）

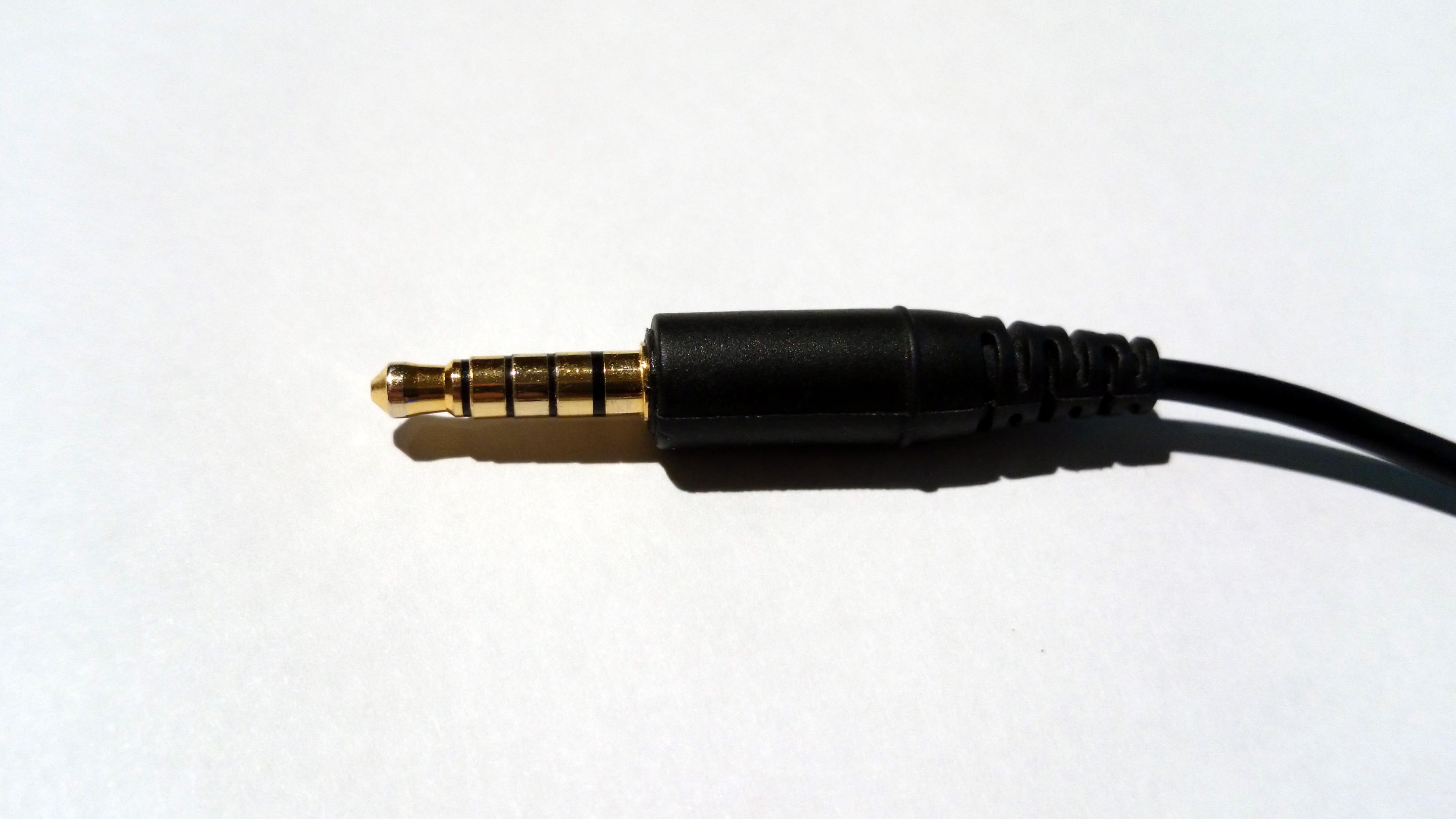
3.5mmTRRRS端子（5芯）

通常，插头连接线缆，插孔被固定在设备上。插头和插孔的种类繁多，包括适用于各种尺寸电缆的插头和直角插头，以及各种价位的插头和插孔。某些用于扬声器的1⁄4英寸插头的最大承载电流可达15A。
TRS端子的常见使用场景包括：
- 各种设备上的耳机接口。6.35mm（1⁄4英寸）插头常见于家用和专业音频设备上，而3.5mm插头普遍用于便携式音频设备和耳机。在21世纪初，3.5mm插头成为移动电话标准插头之前，2.5mm插头在无绳电话、移动电话和双向无线电（英语：Two-way_radio）等通信设备上使用。截至2020年，智能手机中耳机接口的使用已逐渐减少，取而代之的是USB-C和蓝牙。
- 数码相机、摄像机和便携式DVD播放器（英语：Portable_DVD_player）等消费电子设备使用3.5mm接口进行复合视频和音频输出。通常，TRS用于单声道非平衡音频和视频，TRRS用于立体声非平衡音频和模拟视频。此类线缆的另一头通常使用RCA端子。大多数台式电脑也有视音频复合接口。树莓派使用3.5mm接口提供模拟音频和视频，索尼则在某些Vaio笔记本电脑型号上使用这种接口作为TV输出。
- 免提设备和耳麦通常使用3.5mm或2.5mm接口。TRS接口用于单声道音频输出和非平衡麦克风（共用接地）。四芯TRRS接口可为立体声输出增加一个额外的音道。这种情况下TRRS可与TRS互用。
- 部分磁带和盒式录音机上的麦克风输入会带有遥控开关。早期的单声道盒式录音机大多是双针版本，包括一个用于麦克风的3.5mmTS接头和一个用于遥控的2.5mmTS接头，用于切换录音机的电源。
- 各种设备上的插接点。例如恩尼格玛密码机，它的加密系统中有一个插板（英语：Plugboard）。

## 电脑音频

个人电脑后面板上的声卡接口

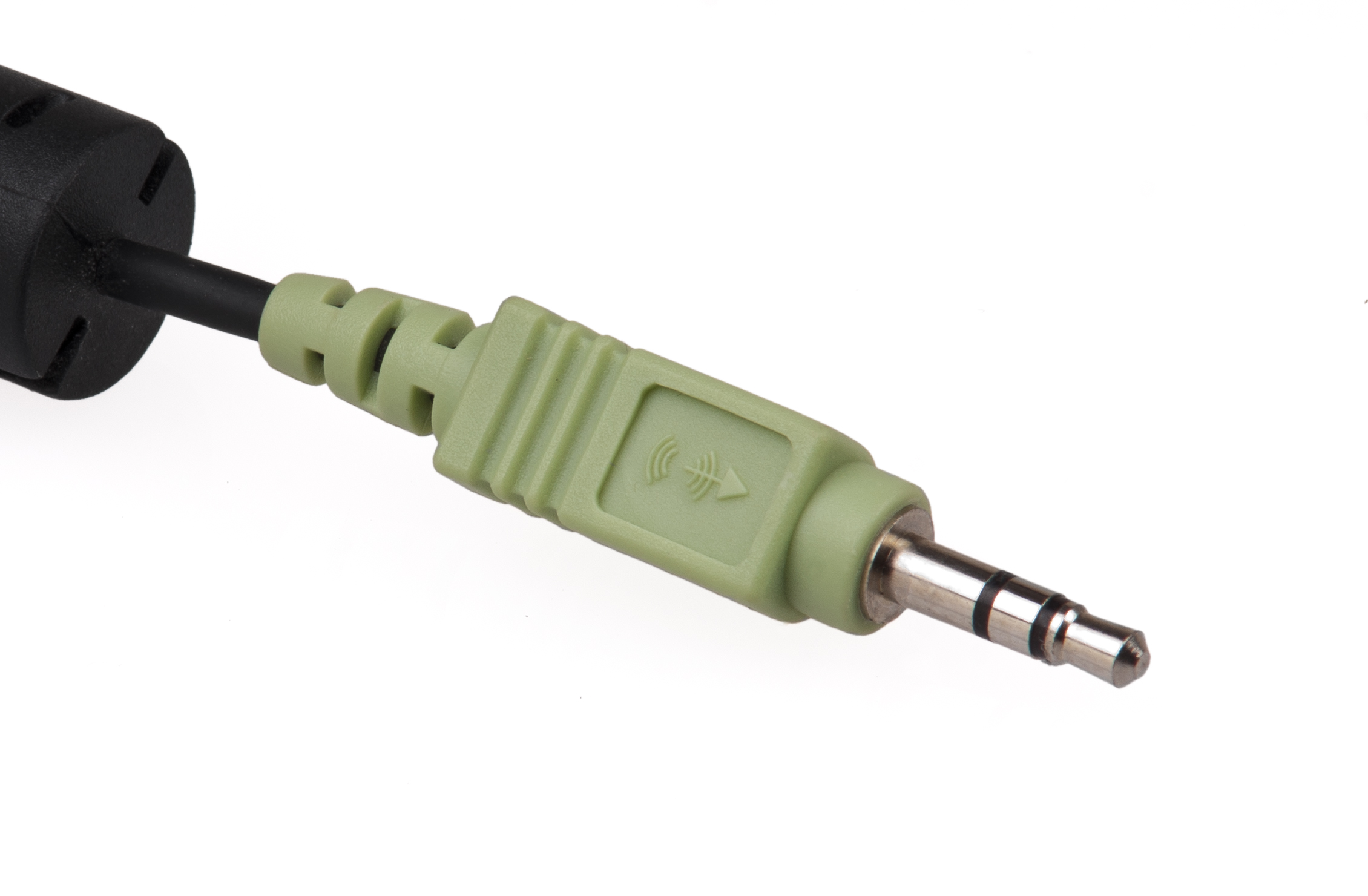
带有消磁环的音频端子，绿色表示该插头应插入计算机的模拟线路音频输出接口

个人电脑上有许多用于输入和输出音频的3.5mm接口，例如主板侧面的集成声卡，或是移动声卡。1999年的《PC系统设计指南》对3.5mmTRS接口的颜色做出了定义：粉色代表麦克风，淡蓝色代表音源输入，青柠色代表音频输出。AC97及2004年的后续版本英特尔高保真音频技术规范被广泛采用，虽然不强制要求物理插槽，但还是提供了前面板接口的规范，并为两个带有接口检测功能的端口分配了引脚。
前面板通常有一个立体声耳机输出接口和一个立体声麦克风输入接口（相对少见）。后面板通常有一组接口，最常见的是线路输出（浅绿）、麦克风（粉）和线路输入（淡蓝）接口，有时还会有多个环绕声输出接口。由于尺寸限制，笔记本电脑的接口往往比台式电脑少。

### 电源传输
部分计算机带有用于单声道麦克风的3.5mmTRS接口，可在提供5V的偏置电压，为驻极体麦克风的集成缓冲放大器供电。苹果的PlainTalk麦克风接口可以插入3.5mm线路输入或加长型3.5mmTRS插头，其尖端可承载放大器的电流。

### TRRS耳机接口
一些较新的电脑，尤其是笔记本电脑有3.5mmTRRS耳麦接口，可与移动耳麦相兼容，并且可以通过头戴式耳机图标而不是通常的耳机或麦克风图标来区分。这些接口尤其适用于VoIP。

### 环绕声
输出5.1环绕声的声卡有3个接口，可容纳6个声道：前置左右声道、环绕声左右声道、中置声道和重低音声道。而创新科技的6.1和7.1声道声卡则使用一个三线芯接口（用于前置扬声器）和两个四线芯接口。这是为了容纳后置中置（6.1）或后置左右（7.1）声道，而无需在声卡上增加额外的接口。

### 混合式TRS-光纤音频接口
某些便携式计算机具有混合式3.5mmTRS-光纤音频接口，可使用TRS接头进行立体声音频输出，或使用光纤适配器进行光纤音频（立体声、5.1杜比数字或DTS）数字输出。大多数iMac电脑都标配这种数字-模拟混合输出功能，早期的MacBook有两个接口，一个用于模拟-数字音频输入，另一个用于输出。但后续机型不再支持输入。

## 兼容性
6.35mm（1⁄4英寸）TRS接口最初被用于人工电话交换机。其有多种规格，线芯数可达五根以上，一度有多种形状的接口并存。在各种型号中，只有尖端为圆形的双线芯接口在不同厂商之间兼容，这种设计最初被用于麦克风、电吉他、耳机、扬声器和各种音频设备。后来，直径同为6.35mm的三线芯插头出现并被用于传输立体声。与前者不同的是，为了避免右声道短路，它的插头被设计得更加狭长，成为立体声专用接口。但这种尝试早已被放弃，如今，大多数6.35mm插头——无论是单声道还是立体声——都具有原始立体声插头的外形，但仍有一些圆形单声道插头被使用。3.5mm和2.5mm立体声插头的外形则一直与同尺寸的单声道插头相同。
以下是不同环数的插头与插孔的兼容情况：
- 如果将2芯插头插入3芯插孔，则插孔上的环会短路接地，因此从该插孔发送的信号可能会丢失。例如，未针对这种短路设计的设备可能会损坏功放通道。
- 如果将3芯插头插入2芯插孔，会导致插头的一个环短路。短路可能对使用真空管的设备造成损害，但大多数设备都不会产生影响。

在环发生短路后，音频设备仍可以使用的情况包括：
- 接收立体声输出的单声道设备将仅使用左声道（T）作为单声道输入信号，并丢失立体声音频的右声道（R）。
- 平衡信号的正分量（T）正常传输，但由于信号的负分量（R）丢失，因此输出的将不再是平衡信号。

有些环数更高的设备可以向下兼容，但可能会对设备造成损害。例如，3.5mm的TRS（立体声）插头可以插入3.5mmTRRS（立体声和麦克风），但在这种情况下，传输麦克风信号的触点会短路，从而只能提供零信号。相反，在TRRS插头插入TRS插座时，即使麦克风无法工作（麦克风的信号触点被断开），其扬声器仍然可以工作。
由于过去对6.35mm（1⁄4英寸）TRS端子中的环及其两侧绝缘部分的长度未明确定义，以及不同品牌和不同年代的接口宽度缺乏统一标准，各品牌插头和插孔之间偶尔会有不兼容的问题出现。

## 视频
支持立体声音频输入或输出的视频设备使用3.5mmTRRS接头，有两种互不兼容的型号，长度分别为15mm（0.59英寸）和17mm（0.67英寸），错误使用会使设备无法正常工作，或造成物理损坏。
如果将17mm的插头完全插入到为15mm插头设计的插孔可能会损坏插孔，并损坏紧靠在插孔后面的电子设备。不过，部分插入插头是可行的，因为两种插头的尖、环和环之间的距离是相同的。
短插头在为较长插头设计的插孔中可能无法固定，并导致信号路径错误或设备内部短路（插头尖端与插孔不匹配会导致插孔内的触点短路）。
长度为15mm的TRRS端子较为常见，与标准的3.5mmTRS和TS接口兼容。

## 录音设备

使用插入式电源的立体声设备：驻极体以这种方式接线

许多小型摄像机、笔记本电脑、录音机和其他消费类设备都使用3.5mmTRS接口将麦克风连接到系统上，这些设备可分为以下三类：
- 使用无电源麦克风的设备：动圈麦克风或压电麦克风（英语：Microphone#Piezoelectric_microphone）。麦克风可自行产生电压，无需电源。
- 使用自供电麦克风的设备：带有内置电池供电放大器的电容式麦克风。
- 使用插入式供电麦克风的设备：包含内部FET放大器的驻极体麦克风（英语：Electret_microphone）。这种麦克风体积较小，但能提供较高质量的信号。不过，内部FET需要直流电源作为前置放大器晶体管的偏置电压。插入式电源通过RC滤波器与音频信号在同一线路上供电。直流偏置电压为FET放大器供电（低电流），而电容器则将直流电源从交流输入解耦到录音设备。通常，V=1.5V，R=1kΩ，C=47μF。如果录音设备提供插入电源，而麦克风不需要电源，那么就会正常工作。相反，如果录音设备不提供电源，而麦克风需要电源，则不会录制任何声音。

## 移动设备

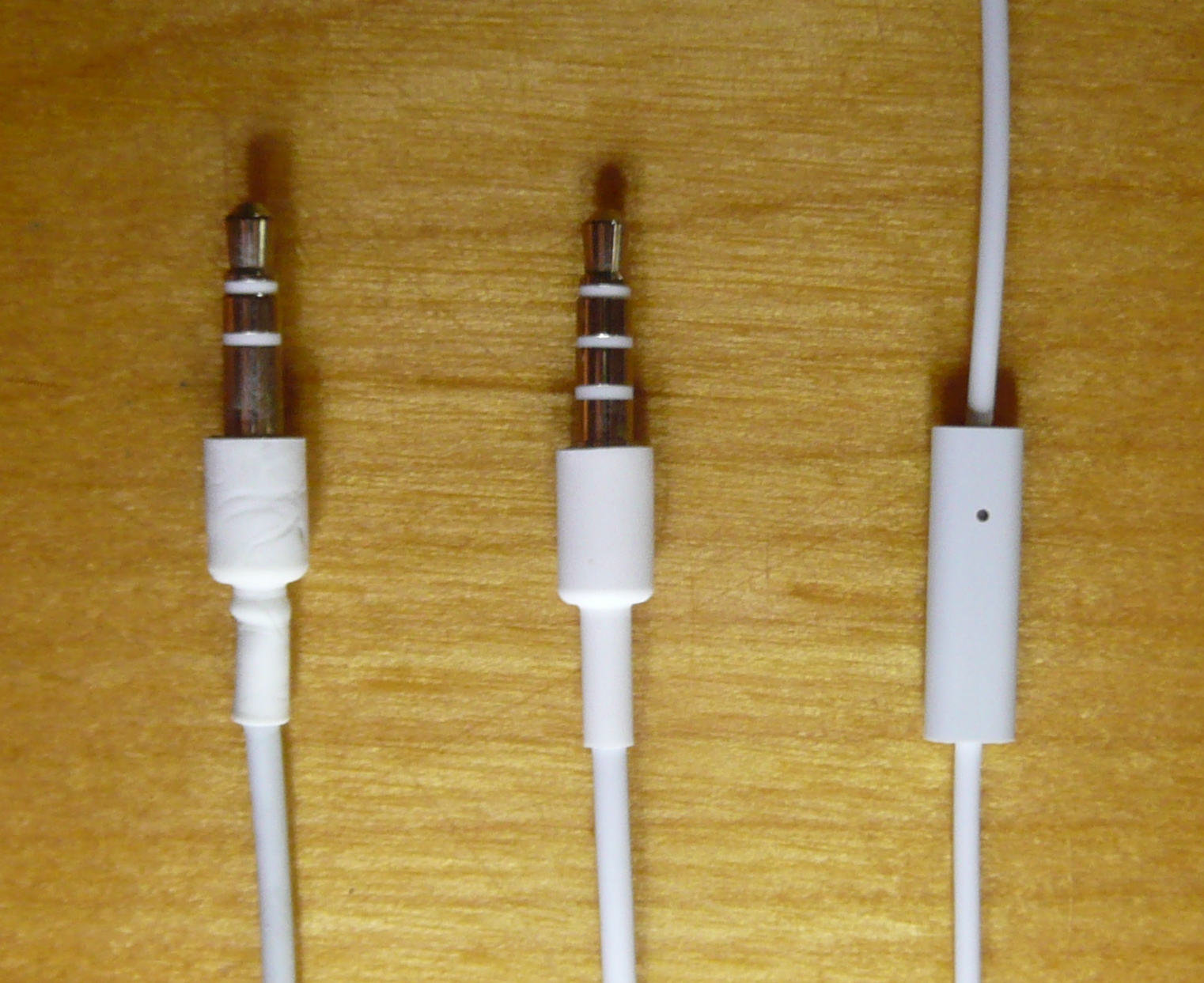
从第一代到6S和初代SE的所有iPhone机型都使用TRRS（上图中间）连接有线耳机

功能机使用2.5mm（三芯）插孔，而在智能手机上常使用3.5mm（四芯）插孔。这些插孔可提供单声道（三芯）或立体声（四芯）音频和麦克风输入，以及信号（如按下按钮接听电话）。既可用于免提耳麦，也可用于立体声耳机。
不过，随着蓝牙的广泛使用，以及人们希望移动设备更加轻薄及防水，TRS接口已不再是必备的手机接口。取消这一接口的趋势始于2016年由苹果发布的iPhone 7，起初曾受到三星和谷歌等其他制造商的嘲讽，但最终也都效仿了这一做法。但也有防水深度达到1米的SMT插孔。
3.5mmTRRS插孔曾在智能手机上十分常见，自2006年以来一直被诺基亚等公司所使用，正如兼容性一节所述，它们通常与标准的3.5mm立体声耳机兼容。许多个人电脑——尤其是笔记本电脑——也配备了与智能手机耳机兼容的TRRS耳机插孔。
不同制造商会将TRRS端子的四根线芯分配为不同的用途。任意的标准3.5mm插头都可以机械地插入标准插孔，但许多组合在电气上是不兼容的。例如，将TRRS插头插入TRS插孔、将TRS插头插入TRRS插孔，或将一个公司生产的TRRS耳机插入另一个公司生产的TRRS插孔，都可能无法正常工作，甚至根本无法工作。单声道插头（TRS）通常可以正常工作，但立体声或麦克风音频可能无法正常传输，或者暂停、播放控制等按钮不起作用，这在试图在安卓设备上使用带有iPhone控制功能的耳机时很常见，反之亦然。

### TRRS标准
TRRS端子有两种规范，都是将左音频置于尖端，右音频置于第一个环（为了与立体声接口兼容）。不同之处在于麦克风和接地的位置。
第一种规范将接地设在末端的套上，麦克风设在第二个环上，此种定义在OMTP中被标准化，并已被采纳为中国国家标准YDT 1885-2016。它主要用于较旧的设备，如早期的诺基亚手机、三星手机和部分索尼爱立信手机，以及面向中国市场的产品。使用这种连接方式的插头会在环之间用黑色绝缘材料隔开。
第二种规范互换了两个触点的定义。由于苹果公司的iPhone系列在6S和SE（第一代）之前一直使用这种规范，因此这种配置已成为事实上的TRRS标准。如今，宏达电子、三星、诺基亚和索尼等公司都遵循此规范。该规范也被称为CTIA/AHJ，其缺点是如果设备的机身是金属的，而套管有一个凸起与之接触，麦克风就会短路。为避免和另一种混淆，使用这种接线方式的插头会通过环之间的白色塑料分隔物来区分。
如果将CTIA耳机连接到OMTP接口上，扬声器就会因接地缺失而反相连接。这会导致人声音频无法传输。在这种情况下，如果按住主麦克风按钮，将麦克风短路并恢复接地，音频即可正常传输。
下表列出不同标准间的差异：
| 标准       | 尖       | 环1      | 环2         | 套       | 举例 |
| ---------- | -------- | -------- | ----------- | -------- | --- |
| CTIA,AHJ   | 左声道   | 右声道   | 接地        | 麦克风   | 大多数安卓设备，如苹果、宏达电子、LG、黑莓、诺基亚（包括第一代Lumia及以后的型号）、三星、Jolla、微软（包括Surface和Xbox无线控制器）、索尼PS4（DualShock 4）、谷歌Pixel 4a、Librem 5 |
| CTIA型AV   | 左声道   | 右声道   | 接地        | CVBS视频 | Apple iPod（六代以前）、树莓派（2014年后发售）、Xbox 360 E、Zune（已停止支持）、部分功能机和智能手机（包括诺基亚N93、诺基亚N95、三星Galaxy S GT-I9000、T-Mobile Sidekick 4G）       |
| OMTP       | 左声道   | 右声道   | 麦克风      | 接地     | 早期诺基亚以及Lumia（第二代后）、三星（2012年的Chromebook）、索尼爱立信（2010年和2011年的Xperia）、索尼（PS Vita）、一加。                                                          |
| OMTP无线电 | 扬声器   | 克隆     | 麦克风或PTT | 接地     | 八重洲无线FT-60R业余无线电手持对讲机。 |
| 视频/音频1 | 左声道   | CVBS视频 | 接地        | 右声道   | 索尼和松下摄录一体机。在部分早期索尼摄像机上，此插孔兼作耳机插孔。当插入耳机插头时，环2会与套（S）触点短路，摄像机就会在环1上输出音频。                                             |
| 视频/音频2 | CVBS视频 | 左声道   | 右声道      | 接地     | 部分摄像机、便携式VCD和DVD播放机、西部数据TV live!、后期的LG电视。 |
| 视频/音频3 | CVBS视频 | 左声道   | 接地        | 右声道   | 东芝电视 |
| 视频/音频4 | 左声道   | 右声道   | CVBS视频    | 接地     | 潮流科技GXV-3500 |

4芯3.5mm端子最初于1993年由日本标准《EIAJ RC-5325A 4芯微型单头插头/插孔》定义。另参见JIS C 5401和IEC 60130-8。
苹果公司的iPod Shuffle第二代可以使用TRRS插口播放音频，还可以在基座上通过USB充电和同步。

#### 接口转换
《USB Type-C线缆和接头标准2.1版》规定了USB-C插孔到4芯TRRS插孔的映射，此映射用于耳机，并支持CTIA和OMTP（YD/T 1885-2009）模式。
部分设备公开支持多种接口标准，也有一些硬件组件可供选择。在某些情况下，可以通过在套和第二个环上施加电压来检测接线。后两个触点可以调换，以便将符合一种标准的设备与符合另一种标准的耳机一起使用。

### TRRRS标准
ITU-T制定了3.5mm端子的TRRRS标准，该标准称为P.382（原P.MMIC），概述了TRRRS插孔和插头配置的技术要求和测试方法。与TRRS标准相比，TRRRS多提供一个线芯，可用于连接第二个麦克风或为音频配件供电。
P.382要求符合标准的接口向后兼容原先的TRRS和TRS接口。因此，符合P.382标准的TRRRS接口在用于新产品时应能兼容使用。TRRRS支持以下功能：主动降噪、双耳录音和其他可将双模拟麦克风线路直接连接到主机设备的应用。索尼在Xperia Z1-XZ1和Xperia 1 II等设备上使用该接口。
继JEITA的RC-8141C之后，另一种用于4.4mm接口的TRRRS标准于2015年推出，用于耳机等平衡音频的连接。此种插头通常被称为Pentaconn插头，其品牌名称为Nippon DICS（NDICS）。索尼的一些产品（如Signature系列的M1Z Walkman）和森海塞尔的一些产品（如HD 820耳机或HDV 820 DAC耳机功放）都使用了这种接口。

## 设计
1. 套（S）：接地
2. 环（R）：立体声右声道、平衡声道负信号、单声道供电

部分插孔电路设计示意图，插头均从右侧插入。最常见的便是单声道和立体声插孔（A和B）；除此之外，还存在多种电路设计。

3. 尖（T）：立体声左声道、平衡声道正信号、非平衡声道信号线
4. 绝缘环

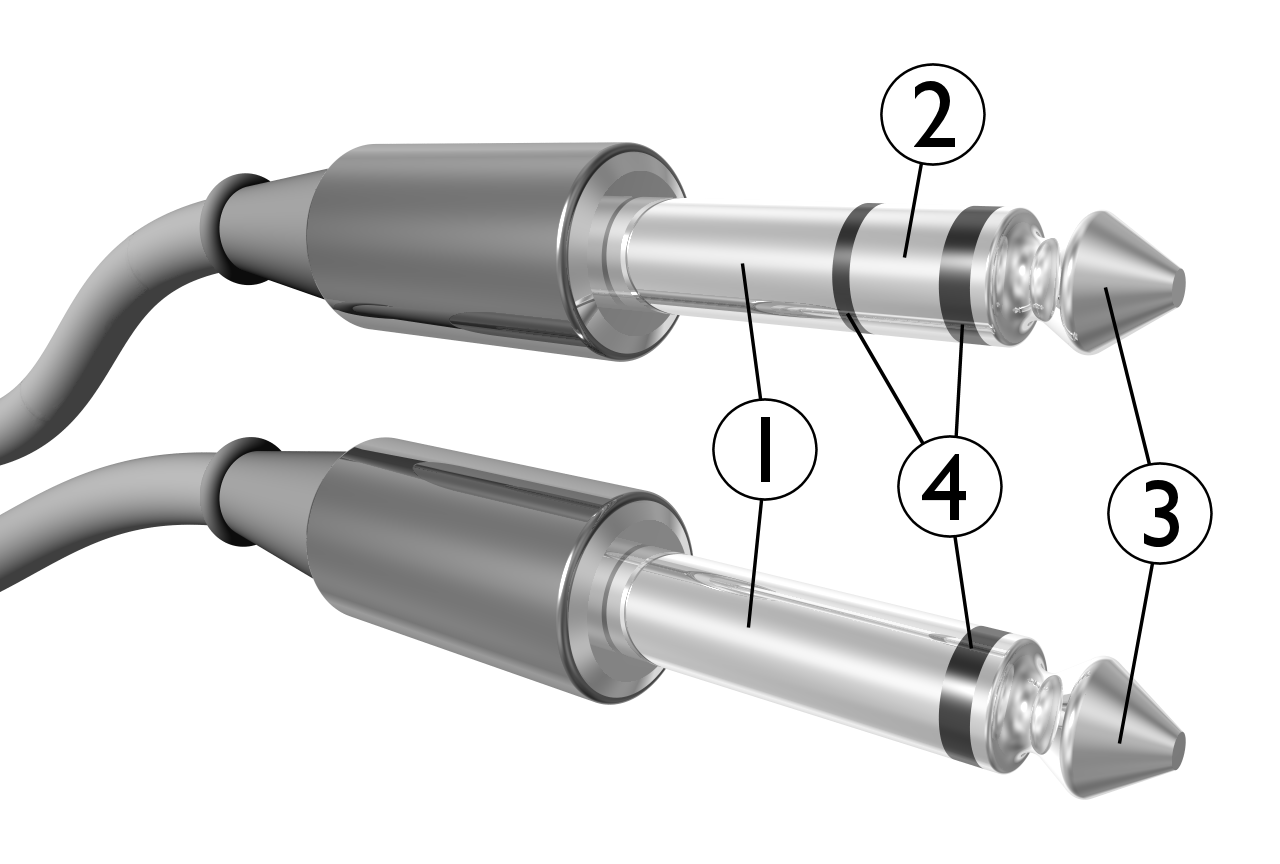
- 套（S）：接地- 环（R）：立体声右声道、平衡声道负信号、单声道供电
- 尖（T）：立体声左声道、平衡声道正信号、非平衡声道信号线- 绝缘环

TRS端子通常由一根或多根空心插针和一根实心插针制成。然后将插孔与由绝缘材料隔开的插脚组装在一起。
右图中：
- A：双芯TS插孔。插头从右向左插入后，矩形区域与套（S）连接，尖（T）与上方凹进处连接。接线连接用白色圆圈表示。
- B：三芯TRS插孔。上引脚与尖（T）连接，下引脚与环（R）连接，矩形引脚连接套（S）并接地。一些插孔用塑料将套与外壳隔开，并提供单独的触点，如图A所示。此种设计最为常见。
- C：三芯TRS插孔。使用两个独立的单刀双掷（英语：Switch#Contact_terminology）开关，由插头的插入与否来控制。白色箭头表示机械连接，黑色箭头表示电气连接。当没有插头插入时，触点（从上至下编号）2-3、6-7导通；反之当插入插头时弹簧受力变形，1-2、7-8分别导通。剩余的4接T、5接R、9接S。通过1-2-3和6-7-8的导通情况，可以协助硬件、固件、软件等判断是否插入了插头，以及插入的插头长度是否足够，并识别引脚悬空的情况。例如，当一个较短的TS插入后导通的是2-3、7-8，具有该插口的设备即可切换到单声道模式。
- D：三芯TRS插孔。有两个连接触点的常闭开关，以此来实现配线架标准化（英语：Patch_panel#Normalization）。另一个常见用途是用作立体声耳机插孔，插入连接器时会关闭默认输出（扬声器）。

磨损的或有共差的插头很容易导致接触不良。根据插头的表面材料，可以使用抛光剂（对于典型的实心黄铜触点）或触点清洁剂（对于电镀触点）来清洁有磨损的插头。

## 音频信号
| 触点    | 非平衡单声道 | 非平衡单声道   | 平衡单声道 I/O（单工） | 非平衡立体声 |
| 触点    | I/O（单工）  | 插入           | 平衡单声道 I/O（单工） | 非平衡立体声 |
| ------- | ------------ | -------------- | ---------------------- | ------------ |
| 尖（T） | 信号         | 发送或返回信号 | 正极、火线             | 左声道       |
| 环（R） | 接地或无连接 | 返回或发送信号 | 负极、零线             | 右声道       |
| 套（S） | 接地         | 接地           | 接地                   | 接地         |

脚注：
1. ↑  曾广为流行的Mackie 1604调音台的初代版本CR1604在主左右输出上使用尖负极、环正极的接线方案[93][94]。
2. ↑  早期的QSC功放（英语：QSC_Audio_Products）使用尖负、环正的输入接线方案[95]。
3. ↑  Whirlwind（英语：Whirlwind_USA）线路平衡器和分线器的非平衡6.35mm（1⁄4英寸）TRS插头不使用套（S）作为引脚。尖（T）和环（R）接到转换器的两个端子上，而套（S）并没有连接[97]。

### 平衡音频
当TRS端子用于平衡音频时，两个有源器件提供单声道的差分信号。立体声系统中用于右声道的环（R）则用于反相输入。

#### 优点
在空间有限的情况下，TRS端子比XLR端子更紧凑，因此常用于小型音频混音台。
用于平衡麦克风输入的TRS端子的另一个优点是，使用TS耳机插孔的标准非平衡信号线可以插入此类插孔。环上的反相输入在与插头接触时会正确接地。

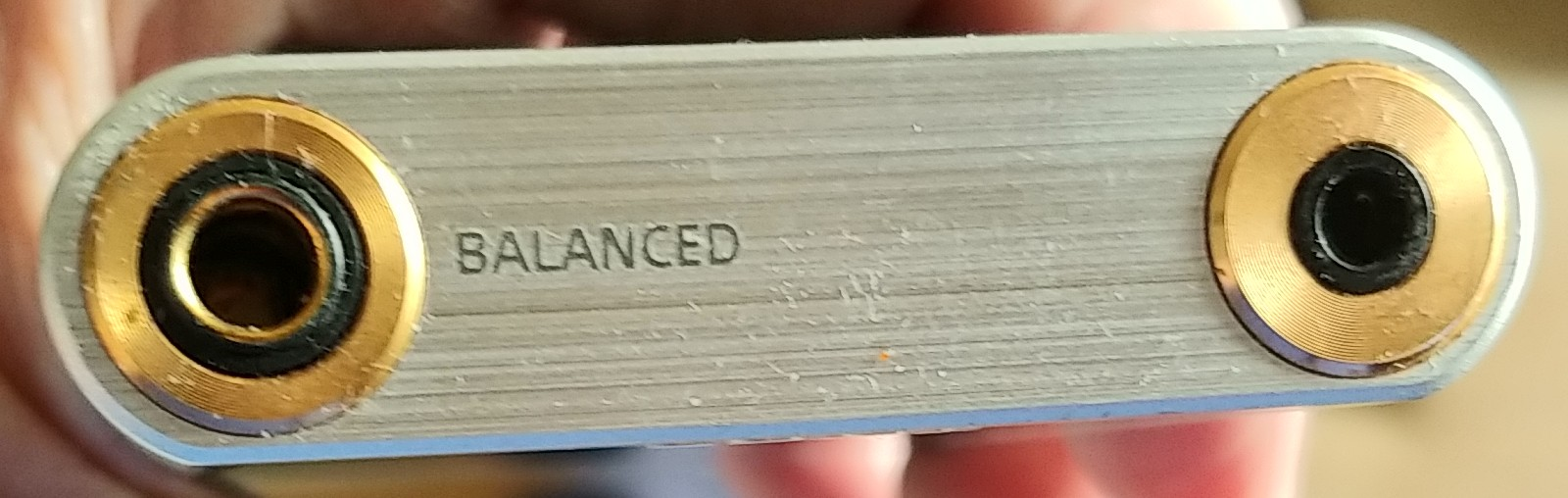
索尼随身听NW-ZX300有一个4.4mm的Pentaconn平衡输出和一个标准的3.5mm非平衡输出。

#### 缺点
将非开关式TRS插头用于平衡音频连接时，插孔在插入或拔出插头时会使插头的尖和环先连接，最后才是接地。这会导致各种杂音，并可能对某些输出造成压力，因为它们会短暂短路，如果插头半插着，短路时间会更长。
使用XLR或MIL/B时不会出现此问题，这是因为尽管MIL/B的直径为6.35mm（1⁄4英寸），但具有较小的尖和凹进的环，因此插孔的接地不会接触到插头的尖或环。这种类型的插头设计用于平衡音频，是最初的电话交换机连接器，在广播、电信和许多专业音频应用中仍然很常见，因为在这些应用中，被监控的永久电路不会因连接器的插入或拔出而中断至关重要。在航空和军事中，包括PJ-068和Bantam插头在内的各种直径的插孔上也可以看到与MIL/B型插头相同的锥形。在家用和商业应用中更常见的直边外形被称为MIL/A。
此外，一些开关式音频插孔包含内置隔离开关，只有在插头完全插入时才会启动。这可以用来避免相关问题，例如通过双刀双掷开关将插口连接起来，只有在完全插入时才会启动。或者让开关控制一个电路，一旦插头完全插入，音频就会连通，而当插头未完全插入时，音频就会静音。

### 非平衡音频
TRS也常用作非平衡音频插接点（简称插入点），许多混音器的输出位于尖端，输入位于环上。老式混音器和一些外置设备都有非平衡插入点，由环发送，从尖返回。
在许多应用中，当跳线点没有插入插头时，面板插孔内的开关触点将用于关闭发送和返回之间的电路。通过单个1⁄4英寸TRS插头实现发送和返回功能，可将插孔所需的空间减半，否则就需要两个插孔，一个用于发送，一个用于返回。
在一些三芯TRS插头中，这一概念通过使用特殊设计的插孔得到了扩展，这种插孔可以接受部分插入到第一卡合处的单声道插头，然后将尖端连接到信号通路而不会断开。标准TRS插头也可以这样使用，但效果不一。
在一些非常紧凑的设备（包括模块化合成器）中，跳线点使用3.5mmTRS插头。